# Жизнь замечательных людей (1890—1924)
«Жизнь замечательных людей» — оригинальная серия биографических и художественно-биографических книг, выпускавшихся в 1890—1915 годах издательством Ф. Ф. Павленкова.
Оригинальная серия издавалась в Санкт-Петербурге в 1890—1915 гг. (переиздания выходили до 1924 г.) Всего в оригинальной серии вышло 198 биографий в 193 книгах (включая переиздания 244 выпуска) общим тиражом более 1,5 миллиона экземпляров.
В 1933 году по инициативе Максима Горького серия была возобновлена «Журнально-газетным объединением» (см. Жизнь замечательных людей).

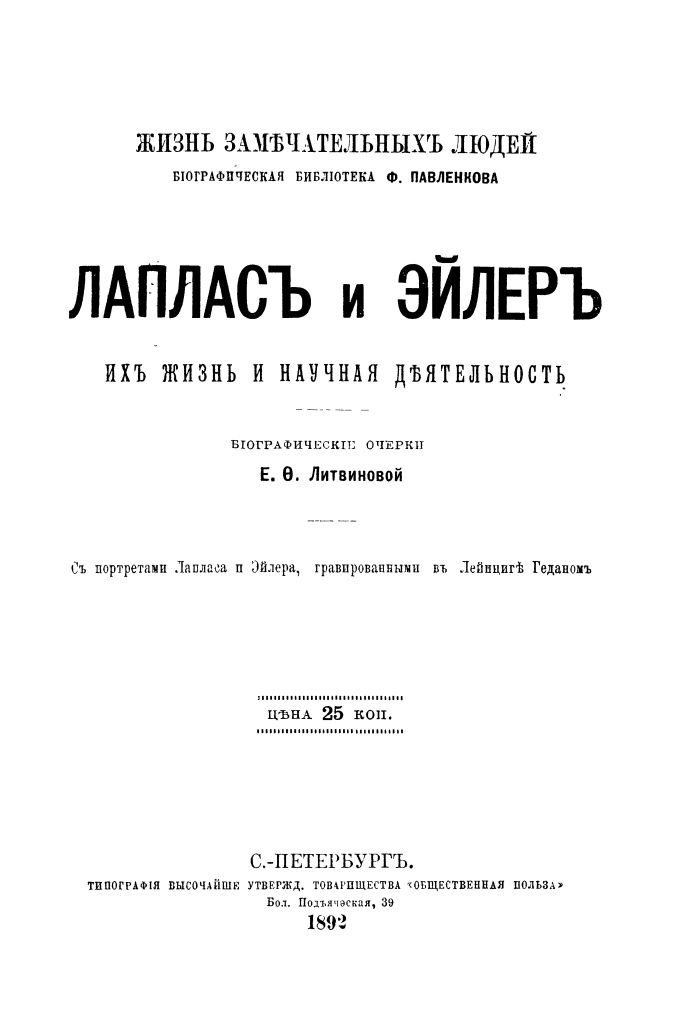
Титульный лист книги из серии «ЖЗЛ» биографической библиотеки Ф. Ф. Павленкова

## Список книг оригинальной серии
Названия книг и фамилии авторов приведены согласно титульным страницам книг. Список отсортирован в алфавитном порядке по фамилиям авторов, так как номера выпусков книгам оригинальной серии не присваивались. Для отслеживания последовательности выхода книг серии можно использовать даты разрешения цензуры книги к выпуску, эти данные напечатаны на обратной стороне портретов, как правило.

### 1890 год
- Быков А. А. И. Лойола: Его жизнь и общественная деятельность. — СПб. : Изд. Ф. Павленкова. — 106 с. — (ЖЗЛ; Вып. 1).

- Паевская А. Н. Виктор Гюго: Его жизнь и литературная деятельность. — СПб. : Изд. Ф. Павленкова. — 96 с. — (ЖЗЛ; Вып. 2). — 8100 экз.

### 1891 год
- Абрамов Я. В. Г. М. Стэнли: Его жизнь, путешествия и географические открытия. — СПб. : Изд. Ф. Павленкова. — 96 с. — (ЖЗЛ; Вып. 3). — 8100 экз.
- Абрамов Я. В. Хр. Колумб: Его жизнь и путешествия. — СПб. : Изд. Ф. Павленкова. — 80 с. — (ЖЗЛ; Вып. 4). — 8100 экз.
- Абрамов Я. В. В. Франклин: Его жизнь, общественная и научная деятельность. — СПб. : Изд. Ф. Павленкова. — 80 с. — (ЖЗЛ; Вып. 5). — 8100 экз.
- Абрамов Я. В. В. Н. Каразин (Основатель Харьковского Университета): Его жизнь и общественная деятельность. — СПб. : Изд. Ф. Павленкова. — 96 с. — (ЖЗЛ; Вып. 6). — 8100 экз.
- Александров Н. Н. В. Теккерей: Его жизнь и литературная деятельность. — СПб. : Изд. Ф. Павленкова. — 80 с. — (ЖЗЛ; Вып. 7). — 8100 экз.
- Анненская А. Н. Н. В. Гоголь: Его жизнь и литературная деятельность. — СПб. : Изд. Ф. Павленкова. — 96 с. — (ЖЗЛ; Вып. 8). — 8100 экз.
- Базунов С. А. Р. Вагнер: Его жизнь и музыкальная деятельность. — СПб. : Изд. Ф. Павленкова. — 96 с. — (ЖЗЛ; Вып. 9). — 8100 экз.
- Барро М. В. Ж. Мольер: Его жизнь и литературная деятельность. — СПб. : Изд. Ф. Павленкова. — 80 с. — (ЖЗЛ; Вып. 10). — 8100 экз.
- Брилиант С. М. И. А. Крылов: Его жизнь и литературная деятельность. — СПб. : Изд. Ф. Павленкова. — 88 с. — (ЖЗЛ; Вып. 11). — 8100 экз.
- Брилиант С. М. Микель-Анджело: Его жизнь и художественная деятельность. — СПб. : Изд. Ф. Павленкова. — 96 с. — (ЖЗЛ; Вып. 12). — 8100 экз.
- Брилиант С. М. Рафаэль: Его жизнь и художественная деятельность. — СПб. : Изд. Ф. Павленкова. — 80 с. — (ЖЗЛ; Вып. 13). — 8100 экз.
- Брилиант С. М. Фонвизин: Его жизнь и литературная деятельность. — СПб. : Изд. Ф. Павленкова. — 94 с. — (ЖЗЛ; Вып. 14). — 8100 экз. — ошибка, издана в 1892 (титул 1892)
- Быков А. А. Патриарх Никон. — СПб. : Изд. Ф. Павленкова. — 112 с. — (ЖЗЛ; Вып. 15). — 8100 экз.
- Ватсон М. В. Данте: Его жизнь и литературная деятельность. — СПб. : Изд. Ф. Павленкова. — 96 с. — (ЖЗЛ; Вып. 16).
- Ватсон Э. К. А. Шопенгауэр: Его жизнь и научная деятельность. — СПб. : Изд. Ф. Павленкова. — 94 с. — (ЖЗЛ; Вып. 17).
- Вязигин А. С. Григорий VII: Его жизнь и общественная деятельность. — СПб. : Изд. Ф. Павленкова. — 104 с. — (ЖЗЛ; Вып. 18).
- Давыдова Л. К. Джордж Элиот: Её жизнь и литературная деятельность (1819-1880). — СПб. : Изд. Ф. Павленкова. — 80 с. — (ЖЗЛ; Вып. 19). — 8100 экз.
- Давыдова М. А. В. Моцарт: Его жизнь и музыкальная деятельность. — СПб. : Изд. Ф. Павленкова. — 72, 14 с. — (ЖЗЛ; Вып. 20). — 8100 экз.
- Каменский А. В. А. Линкольн, освободитель невольников в Америке: Его жизнь и общественная деятельность. — СПб. : Изд. Ф. Павленкова. — 88 с. — (ЖЗЛ; Вып. 21). — 8100 экз.
- Каменский А. В. Джемс Уатт: Его жизнь и научно-практическая деятельность. — СПб. : Изд. Ф. Павленкова. — 96 с. — (ЖЗЛ; Вып. 22). — 8100 экз.
- Каменский А. В. Эдисон и Морзе: Их жизнь и научно-практическая деятельность. Два биографических очерка. — СПб. : Изд. Ф. Павленкова. — 80 с. — (ЖЗЛ; Вып. 23). — 8100 экз.
- Карягин К. М. Конфуций: Его жизнь и философская деятельность. — СПб. : Изд. Ф. Павленкова. — 80 с. — (ЖЗЛ; Вып. 24). — 8100 экз.
- Карягин К. М. Сакиа-Муни (Будда): Его жизнь и философская деятельность. — СПб. : Изд. Ф. Павленкова. — 80 с. — (ЖЗЛ; Вып. 25). — 8100 экз.
- Коропчевский Д. А. Д. Ливингстон: Его жизнь, путешествия и географические открытия. — СПб. : Изд. Ф. Павленкова. — 80 с. — (ЖЗЛ; Вып. 26). — 8100 экз.
- Кривенко С. Н. М. Е. Салтыков: Его жизнь и литературная деятельность. — СПб. : Изд. Ф. Павленкова. — 112 с. — (ЖЗЛ; Вып. 27). — 8100 экз.
- Литвинова Е. Ф. Даламбер: Его жизнь и научная деятельность. — СПб. : Изд. Ф. Павленкова. — 80 с. — (ЖЗЛ; Вып. 28). — 8100 экз.
- Литвинова Е. Ф. Ф. Бэкон: Его жизнь, научные труды и общественная деятельность. — СПб. : Изд. Ф. Павленкова. — 80 с. — (ЖЗЛ; Вып. 29). — 8100 экз.
- Мякотин В. А. А. Мицкевич: Его жизнь и литературная деятельность. — СПб. : Изд. Ф. Павленкова. — 98 с. — (ЖЗЛ; Вып. 30). — 8100 экз.
- Огарков В. В. Демидовы (Основатели горного дела в России): Их жизнь и деятельность. — СПб. : Изд. Ф. Павленкова. — 96 с. — (ЖЗЛ; Вып. 31).
- Огарков В. В. А. В. Кольцов: Его жизнь и литературная деятельность. — СПб. : Изд. Ф. Павленкова. — 96 с. — (ЖЗЛ; Вып. 32). — 8100 экз.
- Паевская А. Н. Вальтер Скотт: Его жизнь и литературная деятельность. — СПб. : Изд. Ф. Павленкова. — 80 с. — (ЖЗЛ; Вып. 33). — 8100 экз.
- Полнер Т. И. Давид Гаррик: Его жизнь и сценическая деятельность. — СПб. : Изд. Ф. Павленкова. — 96 с. — (ЖЗЛ; Вып. 34). — 8100 экз.
- Порозовская Б. Д. Иоганн Кальвин: Его жизнь и реформаторская деятельность. — СПб. : Изд. Ф. Павленкова. — 104 с. — (ЖЗЛ; Вып. 35). — 8100 экз.
- Предтеченский Е. А. Галилей: Его жизнь и научная деятельность. — СПб. : Изд. Ф. Павленкова. — 96 с. — (ЖЗЛ; Вып. 36). — 8100 экз.
- Предтеченский Е. А. Иоган Кеплер: Его жизнь и научная деятельность. — СПб. : Изд. Ф. Павленкова. — 96 с. — (ЖЗЛ; Вып. 37). — 8100 экз.
- Протопопов М. А. В. Г. Белинский: Его жизнь и литературная деятельность. — СПб. : Изд. Ф. Павленкова. — 78 с. — (ЖЗЛ; Вып. 38).
- Святловский В. В. Эд. Дженнер: Его жизнь и научная деятельность. — СПб. : Изд. Ф. Павленкова. — 80 с. — (ЖЗЛ; Вып. 39). — 8100 экз.
- Скабичевский А. М. М. Ю. Лермонтов: Его жизнь и литературная деятельность. — СПб. : Изд. Ф. Павленкова. — 100 с. — (ЖЗЛ; Вып. 40). — 8100 экз.
- Скабичевский А. М. А. С. Пушкин: Его жизнь и литературная деятельность. — СПб. : Изд. Ф. Павленкова. — 80 с. — (ЖЗЛ; Вып. 41). — 8100 экз.
- Слиозберг А. М. Д. Говард: Его жизнь и общественно-филантропическая деятельность. — СПб. : Изд. Ф. Павленкова. — 72 с. — (ЖЗЛ; Вып. 42). — 8100 экз.
- Соловьёв Е. А. Гегель: Его жизнь и философская деятельность. — СПб. : Изд. Ф. Павленкова. — 114 с. — (ЖЗЛ; Вып. 43). — 8100 экз.
- Соловьёв Е. А. Ф. М. Достоевский: Его жизнь и литературная деятельность. — СПб. : Изд. Ф. Павленкова. — 96 с. — (ЖЗЛ; Вып. 44). — 8100 экз.
- Тихонов А. А. Д. Боккаччо: Его жизнь и литературная деятельность. — СПб. : Изд. Ф. Павленкова. — 80 с. — (ЖЗЛ; Вып. 45). — 8100 экз.
- Туган-Барановский М. И. П.-Ж. Прудон: Его жизнь и общественная деятельность. — СПб. : Изд. Ф. Павленкова. — 80 с. — (ЖЗЛ; Вып. 46). — 8100 экз.
- Фаусек В. А. К. Линней: Его жизнь и научная деятельность. — СПб. : Изд. Ф. Павленкова. — 80 с. — (ЖЗЛ; Вып. 47). — 8100 экз.
- Филиппов М. М. Ян Гус: Его жизнь и реформаторская деятельность. — СПб. : Изд. Ф. Павленкова. — 78 с. — (ЖЗЛ; Вып. 48).
- Филиппов М. М. Лессинг: Его жизнь и литературная деятельность. — СПб. : Изд. Ф. Павленкова. — 96 с. — (ЖЗЛ; Вып. 49). — 8000 экз.
- Филиппов М. М. Паскаль: Его жизнь и научно-философская деятельность. — СПб. : Изд. Ф. Павленкова. — 80 с. — (ЖЗЛ; Вып. 50). — 8100 экз.
- Холодковский Н. А. Вольфганг Гёте: Его жизнь и литературная деятельность. — СПб. : Изд. Ф. Павленкова. — 96 с. — (ЖЗЛ; Вып. 51). — 8100 экз.
- Цомакион А. И. И. Н. Крамской: Его жизнь и художественная деятельность (1837—1887). — СПб. : Изд. Ф. Павленкова. — 96 с. — (ЖЗЛ; Вып. 52). — 8100 экз.
- Энгельгардт М. А. А. Гумбольдт: Его жизнь, путешествия и научная деятельность. — СПб. : Изд. Ф. Павленкова. — 96 с. — (ЖЗЛ; Вып. 53). — 8100 экз.
- Энгельгардт М. А. Ч. Дарвин: Его жизнь и научная деятельность. — СПб. : Изд. Ф. Павленкова. — 92 с. — (ЖЗЛ; Вып. 54). — 8100 экз.
- Энгельгардт М. А. Ж. Кювье: Его жизнь и научная деятельность. — СПб. : Изд. Ф. Павленкова. — 96 с. — (ЖЗЛ; Вып. 55). — 8100 экз.
- Энгельгардт М. А. Лавуазье: Его жизнь и научная деятельность. — СПб. : Изд. Ф. Павленкова. — 80 с. — (ЖЗЛ; Вып. 56). — 8100 экз.
- Энгельгардт М. А. Н. Пржевальский: Его жизнь и путешествия. — СПб. : Изд. Ф. Павленкова. — 80 с. — (ЖЗЛ; Вып. 57). — 8100 экз.
- Яковенко В. И. Т. Карлейль: Его жизнь и литературная деятельность. — СПб. : Изд. Ф. Павленкова. — 88 с. — (ЖЗЛ; Вып. 58). — 8100 экз.
- Яковенко В. И. Томас Мор: Его жизнь и общественная деятельность. — СПб. : Изд. Ф. Павленкова. — 88 с. — (ЖЗЛ; Вып. 59). — 8100 экз.
- Яковенко В. И. Д. Свифт: Его жизнь и литературная деятельность = Д. Свифтъ. Его жизнь и литературная дѣятельность. Бiографическiй очеркъ. — СПб. : Изд. Ф. Павленкова. — 112 с. — (ЖЗЛ; Вып. 60). — 8100 экз.

### 1892 год
- Абрамов Я. В. М. Фарадей: Его жизнь и научная деятельность. — СПб. : Изд. Ф. Павленкова. — 80 с. — (ЖЗЛ; Вып. 61). — 8100 экз.
- Александров Н. Н. Лорд Байрон: Его жизнь и литературная деятельность. — СПб. : Изд. Ф. Павленкова. — 96 с. — (ЖЗЛ; Вып. 62). — 8100 экз.
- Анненская А. Н. Ч. Диккенс: Его жизнь и литературная деятельность. — СПб. : Изд. Ф. Павленкова. — 80 с. — (ЖЗЛ; Вып. 63). — 8100 экз.
- Анненская А. Н. Франсуа Рабле: Его жизнь и литературная деятельность. — СПб. : Изд. Ф. Павленкова. — 80 с. — (ЖЗЛ; Вып. 64). — 8100 экз.
- Антоновский Ю. М. Джордано Бруно: Его жизнь и философская деятельность. — СПб. : Изд. Ф. Павленкова. — 80 с. — (ЖЗЛ; Вып. 65). — 8100 экз.
- Базунов С. А. М.И. Глинка: Его жизнь и музыкальная деятельность. — СПб. : Изд. Ф. Павленкова. — 78, 16 с. — (ЖЗЛ; Вып. 66).
- Барро М. В. П.Ж. Беранже: Его жизнь и литературная деятельность. — СПб. : Изд. Ф. Павленкова. — 78 с. — (ЖЗЛ; Вып. 67). — 8100 экз.
- Барро М. В. П.К. Бомарше: Его жизнь и литературная деятельность. — СПб. : Изд. Ф. Павленкова. — 80 с. — (ЖЗЛ; Вып. 68). — 8100 экз.
- Бахтиаров А. А. Иоганн Гутенберг: Его жизнь и деятельность в связи с историей книгопечатания. — СПб. : Изд. Ф. Павленкова. — 96 с. — (ЖЗЛ; Вып. 69). — 8100 экз.
- Бекетова М. А. Г.Х. Андерсен: Его жизнь и литературная деятельность. — СПб. : Изд. Ф. Павленкова. — 80 с. — (ЖЗЛ; Вып. 70). — 8100 экз.
- Белоголовый Н. А. С.П. Боткин: Его жизнь и врачебная деятельность. — СПб. : Изд. Ф. Павленкова. — 80 с. — (ЖЗЛ; Вып. 71). — 8100 экз.
- Ватсон М. В. Фр. Шиллер: Его жизнь и литературная деятельность. — СПб. : Изд. Ф. Павленкова. — 80 с. — (ЖЗЛ; Вып. 72). — 8100 экз.
- Вейнберг П. И. Генрих Гейне: Его жизнь и литературная деятельность. — СПб. : Изд. Ф. Павленкова. — 112 с. — (ЖЗЛ; Вып. 73). — 8100 экз.
- Давыдова Л. К. Фр. Шопен: Его жизнь и музыкальная деятельность. — СПб. : Изд. Ф. Павленкова. — 96 с. — (ЖЗЛ; Вып. 74). — 8100 экз.
- Давыдова М. А. Дж. Мейербер: Его жизнь и музыкальная деятельность. — СПб. : Изд. Ф. Павленкова. — 78 с. — (ЖЗЛ; Вып. 75). — 8100 экз.
- Каменский А. В. В.Э. Гладстон: Его жизнь и политическая деятельность. — СПб. : Изд. Ф. Павленкова. — 88 с. — (ЖЗЛ; Вып. 76). — 8100 экз.
- Каменский А. В. Даниэль Дефо Автор «Робинзона Крузо»: Его жизнь и литературная деятельность. — СПб. : Изд. Ф. Павленкова. — 76 с. — (ЖЗЛ; Вып. 77). — 8100 экз.
- Литвинова Е. Ф. Аристотель: Его жизнь, научная и философская деятельность. — СПб. : Изд. Ф. Павленкова. — 80 с. — (ЖЗЛ; Вып. 78). — 8100 экз.
- Литвинова Е. Ф. Лаплас и Эйлер: Их жизнь и научная деятельность. — СПб. : Изд. Ф. Павленкова. — 80 с. — (ЖЗЛ; Вып. 79). — 8100 экз.
- Литвинова Е. Ф. Джон Локк: Его жизнь и философская деятельность. — СПб. : Изд. Ф. Павленкова. — 80 с. — (ЖЗЛ; Вып. 80). — 8100 экз.
- Львович-Кострица А. И. М.В. Ломоносов: Его жизнь, научная, литературная и общественная деятельность. — СПб. : Изд. Ф. Павленкова. — 88 с. — (ЖЗЛ; Вып. 81). — 8100 экз.
- Огарков В. В. Воронцовы: Их жизнь и общественная деятельность. — СПб. : Изд. Ф. Павленкова. — 96 с. — (ЖЗЛ; Вып. 82). — 8100 экз.
- Огарков В. В. Г.А. Потёмкин: Его жизнь и общественная деятельность. — СПб. : Изд. Ф. Павленкова. — 80 с. — (ЖЗЛ; Вып. 83). — 8100 экз.
- Порозовская Б. Д. Ульрих Цвингли: Его жизнь и реформаторская деятельность. — СПб. : Изд. Ф. Павленкова. — 96 с. — (ЖЗЛ; Вып. 84). — 8100 экз.
- Сементковский Р. И. М.Н. Катков: Его жизнь и литературная деятельность. — СПб. : Изд. Ф. Павленкова. — 80 с. — (ЖЗЛ; Вып. 85). — 8100 экз. (запрещено цензурой)
- Соловьёв Е. А. О.И. Сенковский: Его жизнь и литературная деятельность в связи с историей современной ему журналистики. — СПб. : Изд. Ф. Павленкова. — 80 с. — (ЖЗЛ; Вып. 86). — 8100 экз.
- Туган-Барановский М. И. Д.С. Милль: Его жизнь и учёно-литературная деятельность. — СПб. : Изд. Ф. Павленкова. — 88 с. — (ЖЗЛ; Вып. 87). — 8100 экз.
- Усова С. Е. Н. И. Новиков: Его жизнь и общественная деятельность. — СПб. : Изд. Ф. Павленкова. — 80 с. — (ЖЗЛ; Вып. 88). — 8100 экз.
- Филиппов М. М. Леонардо Да Винчи, Как художник, ученый и философ. — СПб. : Изд. Ф. Павленкова. — 88 с. — (ЖЗЛ; Вып. 89). — 8100 экз.
- Филиппов М. М. Ньютон: Его жизнь и научная деятельность. — СПб. : Изд. Ф. Павленкова. — 80 с. — (ЖЗЛ; Вып. 90). — 8100 экз.
- Цомакион А. И. Дж. Гарибальди: Его жизнь и роль в объединении Италии. — СПб. : Изд. Ф. Павленкова. — 112 с. — (ЖЗЛ; Вып. 91). — 8100 экз.
- Энгельгардт М. А. В. Гарвей: Его жизнь и научная деятельность. — СПб. : Изд. Ф. Павленкова. — 76 с. — (ЖЗЛ; Вып. 92). — 8100 экз.
- Энгельгардт М. А. Н. Коперник: Его жизнь и научная деятельность. — СПб. : Изд. Ф. Павленкова. — 72 с. — (ЖЗЛ; Вып. 93). — 8100 экз.
- Южаков С. Н. М.М. Сперанский: Его жизнь и общественная деятельность. — СПб. : Изд. Ф. Павленкова. — 90 с. — (ЖЗЛ; Вып. 94). — 8100 экз.
- Ярцев А. А. Ф.Г. Волков (Основатель Русского Театра): Его жизнь в связи с историей русской театральной старины. — СПб. : Изд. Ф. Павленкова. — 96 с. — (ЖЗЛ; Вып. 95). — 8100 экз.

### 1893 год
- Абрамов Я. В. Песталоцци: Его жизнь и педагогическая деятельность. — СПб. : Изд. Ф. Павленкова. — 88 с. — (ЖЗЛ; Вып. 96). — 8100 экз.
- Абрамов Я. В. Стефенсон и Фультон (Изобретатели паровоза и парохода): Их жизнь и научно-практическая деятельность. — СПб. : Изд. Ф. Павленкова. — 80 с. — (ЖЗЛ; Вып. 97). — 8100 экз.
- Базунов С. А. А.Н. Серов: Его жизнь и музыкальная деятельность. — СПб. : Изд. Ф. Павленкова. — 88 с. — (ЖЗЛ; Вып. 98). — 8100 экз.
- Барро М. В. Ф. Лессепс: Его жизнь и деятельность. — СПб. : Изд. Ф. Павленкова. — 80, 8 с. — (ЖЗЛ; Вып. 99). — 8100 экз.
- Барро М. В. Торквемада («Великий инквизитор»): Его жизнь и деятельность в связи с историей инквизиции. — СПб. : Изд. Ф. Павленкова. — 78 с. — (ЖЗЛ; Вып. 100).
- Брилиант С. М. Г.Р. Державин: Его жизнь, литературная деятельность и служба. — СПб. : Изд. Ф. Павленкова. — 80 с. — (ЖЗЛ; Вып. 101). — 8100 экз.
- Буринский В. Ф. Даггер и Ниэпс: Их жизнь и открытия в связи с историей развития фотографии. — СПб. : Изд. Ф. Павленкова. — 80 с. — (ЖЗЛ; Вып. 102). — 8100 экз.
- Ватсон Э. К. А. Шопенгауэр: Его жизнь и научная деятельность. — 2-е. — СПб. : Изд. Ф. Павленкова. — 72, VIII с. — (ЖЗЛ; Вып. 103).
- Давидов И. А. Бетховен: Его жизнь и музыкальная деятельность. — СПб. : Изд. Ф. Павленкова. — 80, 16 с. — (ЖЗЛ; Вып. 104). — 8100 экз.
- Давыдова М. А. Роберт Шуман: Его жизнь и музыкальная деятельность. — СПб. : Изд. Ф. Павленкова. — 80, 20 с. — (ЖЗЛ; Вып. 105). — 8100 экз.
- Дитерихс М. А. В.Г. Перов: Его жизнь и художественная деятельность. — СПб. : Изд. Ф. Павленкова. — 80 с. — (ЖЗЛ; Вып. 106). — 8100 экз.
- Дитерихс М. А. П.А. Федотов: Его жизнь и художественная деятельность. — СПб. : Изд. Ф. Павленкова. — 78 с. — (ЖЗЛ; Вып. 107). — 8100 экз.
- Каменский А. В. Роберт Оуэн: Его жизнь и общественная деятельность. — СПб. : Изд. Ф. Павленкова. — 104 с. — (ЖЗЛ; Вып. 108). — 8100 экз.
- Каренин И. М. Вольтер: Его жизнь и литературная деятельность. — СПб. : Изд. Ф. Павленкова. — 96 с. — (ЖЗЛ; Вып. 109). — 8100 экз.
- Левенсон П. Я. Беккариа и Бентам: Их жизнь и общественная деятельность. — СПб. : Изд. Ф. Павленкова. — 96 с. — (ЖЗЛ; Вып. 110). — 8100 экз.
- Литвинова Е. Ф. В.Я. Струве: Его жизнь и научная деятельность. — СПб. : Изд. Ф. Павленкова. — 84 с. — (ЖЗЛ; Вып. 111). — 8100 экз.
- Малис Ю. Г. Н.И. Пирогов: Его жизнь и научно-общественная деятельность. — СПб. : Изд. Ф. Павленкова. — 96 с. — (ЖЗЛ; Вып. 112). — 8100 экз.
- Никонов А. А. Монтескьё: Его жизнь и учёно-литературная деятельность. — СПб. : Изд. Ф. Павленкова. — 84 с. — (ЖЗЛ; Вып. 113). — 8100 экз.
- Огарков В. В. Е.Р. Дашкова: Его жизнь и общественная деятельность. — СПб. : Изд. Ф. Павленкова. — 84 с. — (ЖЗЛ; Вып. 114). — 8100 экз.
- Паевская А. Н. Виктор Гюго: Его жизнь и литературная деятельность. — 2-е. — СПб. : Изд. Ф. Павленкова. — 80 с. — (ЖЗЛ; Вып. 115). — 8100 экз.
- Песковский М. Л. Барон Н.А. Корф: Его жизнь и общественная деятельность. — СПб. : Изд. Ф. Павленкова. — 96 с. — (ЖЗЛ; Вып. 116). — 8100 экз.
- Песковский М. Л. К.Д. Ушинский: Его жизнь и педагогическая деятельность. — СПб. : Изд. Ф. Павленкова. — 80 с. — (ЖЗЛ; Вып. 117). — 8100 экз.
- Порозовская Б. Д. Людвиг Бёрне: Его жизнь и литературная деятельность. — СПб. : Изд. Ф. Павленкова. — 96 с. — (ЖЗЛ; Вып. 118). — 8100 экз.
- Ранцов В. Л. Ришельё: Его жизнь и политическая деятельность. — СПб. : Изд. Ф. Павленкова. — 80 с. — (ЖЗЛ; Вып. 119). — 8100 экз.
- Сабинина М. В. Давид Юм: Его жизнь и философская деятельность. — СПб. : Изд. Ф. Павленкова. — 80 с. — (ЖЗЛ; Вып. 120). — 8100 экз.
- Сементковский Р. И. Е.Ф. Канкрин: Его жизнь и государственная деятельность. — СПб. : Изд. Ф. Павленкова. — 96 с. — (ЖЗЛ; Вып. 121). — 8100 экз.
- Сементковский Р. И. А.Д. Кантемир: Его жизнь и литературная деятельность. — СПб. : Изд. Ф. Павленкова. — 96 с. — (ЖЗЛ; Вып. 122).
- Сивицкий Ф. Е. И.С. Никитин: Его жизнь и литературная деятельность. — СПб. : Изд. Ф. Павленкова. — 80 с. — (ЖЗЛ; Вып. 123). — 8100 экз.
- Скабичевский А. М. А.С. Грибоедов: Его жизнь и литературная деятельность. — СПб. : Изд. Ф. Павленкова. — 88 с. — (ЖЗЛ; Вып. 124). — 8100 экз.
- Соловьёв Е. А. Иоанн Грозный: Его жизнь и государственная деятельность. — СПб. : Изд. Ф. Павленкова. — 88 с. — (ЖЗЛ; Вып. 125). — 8100 экз.
- Соловьёв Е. А. Оливер Кромвель: Его жизнь и политическая деятельность. — СПб. : Изд. Ф. Павленкова. — 100 с. — (ЖЗЛ; Вып. 126). — 8100 экз.
- Соловьёв Е. А. Д.И. Писарев: Его жизнь и литературная деятельность. — СПб. : Изд. Ф. Павленкова. — 160 с. — (ЖЗЛ; Вып. 127). — 8100 экз.
- Филиппов М. М. Эм. Кант: Его жизнь и философская деятельность. — СПб. : Изд. Ф. Павленкова. — 88 с. — (ЖЗЛ; Вып. 128). — 8100 экз.
- Филиппов М. М. Лейбниц: Его жизнь и деятельность: общественная, научная и философская. — СПб. : Изд. Ф. Павленкова. — 96 с. — (ЖЗЛ; Вып. 129). — 8100 экз.
- Холодковский Н. А. Карл Бэр: Его жизнь и научная деятельность. — СПб. : Изд. Ф. Павленкова. — 80 с. — (ЖЗЛ; Вып. 130). — 8100 экз.
- Шеллер (Михайлов) А. К. Савонарола: Его жизнь и общественная деятельность. — СПб. : Изд. Ф. Павленкова. — 80 с. — (ЖЗЛ; Вып. 131). — 8100 экз.
- Энгельгардт М. А. Ж. Кювье: Его жизнь и научная деятельность. — 2-е. — СПб. : Изд. Ф. Павленкова. — 80 с. — (ЖЗЛ; Вып. 132). — 8100 экз.
- Энгельгардт М. А. Чарльз Ляйелль: Его жизнь и научная деятельность. — СПб. : Изд. Ф. Павленкова. — 80 с. — (ЖЗЛ; Вып. 133). — 8100 экз.
- Ярцев А. А. М.С. Щепкин: Его жизнь и сценическая деятельность. С прибавлением краткой биографии П.С. Мочалова, В.А. Каратыгина, А.Е. Мартынова и П.М. Садовского. — СПб. : Изд. Ф. Павленкова. — 96 с. — (ЖЗЛ; Вып. 134). — 8100 экз.

### 1894 год
- Анненская А. Н. Н.В. Гоголь: Его жизнь и литературная деятельность. — 2-е. — СПб. : Изд. Ф. Павленкова. — 80 с. — (ЖЗЛ; Вып. 135).
- Анненская А. Н. Жорж Занд: Её жизнь и литературная деятельность. — СПб. : Изд. Ф. Павленкова. — 80 с. — (ЖЗЛ; Вып. 136). — 8100 экз.
- Базунов С. А. И.С. Бах: Её жизнь и музыкальная деятельность. — СПб. : Изд. Ф. Павленкова. — 80, 16 с. — (ЖЗЛ; Вып. 137).
- Базунов С. А. А. Даргомыжский: Его жизнь и музыкальная деятельность. — СПб. : Изд. Ф. Павленкова. — 80, 16 с. — (ЖЗЛ; Вып. 138).
- Барро М. В. Ф. Лессепс: Его жизнь и деятельность. — 2-е. — СПб. : Изд. Ф. Павленкова. — 80 с. — (ЖЗЛ; Вып. 139).
- Барро М. В. Маколей: Его жизнь и литературная деятельность. — СПб. : Изд. Ф. Павленкова. — 80 с. — (ЖЗЛ; Вып. 140). — 8100 экз.
- Безобразов П. В. С.М. Соловьёв: Его жизнь и научно-литературная деятельность. — СПб. : Изд. Ф. Павленкова. — 80 с. — (ЖЗЛ; Вып. 141). — 8100 экз.
- Быков А. А. И. Лойола: Его жизнь и общественная деятельность. — 2-е. — СПб. : Изд. Ф. Павленкова. — 106 с. — (ЖЗЛ; Вып. 142).
- Васильев В. Мирабо: Его жизнь и общественная деятельность. — СПб. : Изд. Ф. Павленкова. — 80 с. — (ЖЗЛ; Вып. 143). — 8100 экз.
- Гримм Э.Д. Гракхи: Их жизнь и общественная деятельность. — СПб. : Изд. Ф. Павленкова. — 96 с. — (ЖЗЛ; Вып. 144). — 8100 экз.
- Калинина А.Н. Рембрандт: Их жизнь и художественная деятельность. — СПб. : Изд. Ф. Павленкова. — 80 с. — (ЖЗЛ; Вып. 145). — 8100 экз.
- Литвинова Е.Ф. С.В. Ковалевская (Женщина-математик): Её жизнь и ученая деятельность. — СПб. : Изд. Ф. Павленкова. — 96 с. — (ЖЗЛ; Вып. 146). — 8100 экз.
- Литвинова Е.Ф. Кондорсэ: Его жизнь и деятельность, научная и политическая. — СПб. : Изд. Ф. Павленкова. — 80 с. — (ЖЗЛ; Вып. 147). — 8100 экз.
- Мякотин В.А. Протопоп Аввакум: Его жизнь и деятельность. — СПб. : Изд. Ф. Павленкова. — 160 с. — (ЖЗЛ; Вып. 148). — 8100 экз.
- Огарков В. В. В.А. Жуковский: Его жизнь и литературная деятельность. — СПб. : Изд. Ф. Павленкова. — 80 с. — (ЖЗЛ; Вып. 149). — 8100 экз.
- Протопопов М. А. В.Г. Белинский: Его жизнь и литературная деятельность. — 2-е. — СПб. : Изд. Ф. Павленкова. — 78 с. — (ЖЗЛ; Вып. 150).
- Райхесберг Н. М. Адольф Кетлэ: Его жизнь и научная деятельность. — СПб. : Изд. Ф. Павленкова. — 84 с. — (ЖЗЛ; Вып. 151). — 8100 экз.
- Скабичевский А. М. А.Ф. Писемский: Его жизнь и литературная деятельность. — СПб. : Изд. Ф. Павленкова. — 96 с. — (ЖЗЛ; Вып. 152). — 8100 экз.
- Скабичевский А. М. Н.А. Добролюбов: Его жизнь и литературная деятельность. — СПб. : Изд. Ф. Павленкова. — 96 с. — (ЖЗЛ; Вып. 153). — 8100 экз.
- Соловьёв Е. А. Н.М. Карамзин: Его жизнь и научно-литературная деятельность. — СПб. : Изд. Ф. Павленкова. — 80 с. — (ЖЗЛ; Вып. 154). — 8100 экз.
- Соловьёв Е. А. Мильтон: Его жизнь и литературная деятельность. — СПб. : Изд. Ф. Павленкова. — 80 с. — (ЖЗЛ; Вып. 155). — 8100 экз.
- Соловьёв Е. А. Д.И. Писарев: Его жизнь и литературная деятельность. — 2-е, доп.. — СПб. : Изд. Ф. Павленкова. — 160 с. — (ЖЗЛ; Вып. 156).
- Соловьёв Е. А. Ротшильды: Их жизнь и капиталистическая деятельность. — СПб. : Изд. Ф. Павленкова. — 96 с. — (ЖЗЛ; Вып. 157).
- Соловьёв Е. А. Л.Н. Толстой: Его жизнь и литературная деятельность. — СПб. : Изд. Ф. Павленкова. — 160 с. — (ЖЗЛ; Вып. 158). — 8100 экз.
- Соловьёв Е. А. И.С. Тургенев: Его жизнь и литературная деятельность. — СПб. : Изд. Ф. Павленкова. — 96 с. — (ЖЗЛ; Вып. 159). — 8100 экз.
- Филиппов М. М. М.Д. Скобелев: Его жизнь и деятельность: военная, административная и общественная. — СПб. : Изд. Ф. Павленкова. — 96 с. — (ЖЗЛ; Вып. 160). — 8100 экз.
- Цомакион А. И. А.А. Иванов: Его жизнь и художественная деятельность. — СПб. : Изд. Ф. Павленкова. — 80 с. — (ЖЗЛ; Вып. 161). — 8100 экз.
- Цомакион А. И. Сервантес: Его жизнь и литературная деятельность. — СПб. : Изд. Ф. Павленкова. — 96 с. — (ЖЗЛ; Вып. 162). — 8100 экз.
- Энгельгардт М. А. Ч. Дарвин: Его жизнь и научная деятельность. — 2-е. — СПб. : Изд. Ф. Павленкова. — 75, V с. — (ЖЗЛ; Вып. 163).
- Южаков С. Н. Жан Жак Руссо: Его жизнь и литературная деятельность. — СПб. : Изд. Ф. Павленкова. — 80 с. — (ЖЗЛ; Вып. 164). — 8100 экз.
- Яковенко В. И. Огюст Конт: Его жизнь и философская деятельность. — СПб. : Изд. Ф. Павленкова. — 112 с. — (ЖЗЛ; Вып. 165). — 8100 экз.
- Яковенко В. И. Адам Смит: Его жизнь и научная деятельность. — СПб. : Изд. Ф. Павленкова. — 88 с. — (ЖЗЛ; Вып. 166). — 8100 экз.
- Яковенко В. И. Богдан Хмельницкий: Его жизнь и общественная деятельность. — СПб. : Изд. Ф. Павленкова. — 96 с. — (ЖЗЛ; Вып. 167). — 8100 экз.
- Яковенко В. И. Т.Г. Шевченко: Его жизнь и литературная деятельность. — СПб. : Изд. Ф. Павленкова. — 96 с. — (ЖЗЛ; Вып. 168). — 8100 экз.

### 1895 год
- Анненская А. Н. Оноре Бальзак: Его жизнь и литературная деятельность. — СПб. : Изд. Ф. Павленкова. — 80 с. — (ЖЗЛ; Вып. 169).
- Барро М. В. Эмиль Золя: Его жизнь и литературная деятельность. — СПб. : Изд. Ф. Павленкова. — 80 с. — (ЖЗЛ; Вып. 170). — 8100 экз.
- Водовозов Н. В. Р. Мальтус: Его жизнь и научная деятельность. — СПб. : Изд. Ф. Павленкова. — 94 с. — (ЖЗЛ; Вып. 171). — 8100 экз.
- Годлевский С. Ф. Ренан: Его жизнь и научно-литературная деятельность. — СПб. : Изд. Ф. Павленкова. — 160 с. — (ЖЗЛ; Вып. 172). — 8000 экз.
- Краснов П. Н. Анней Сенека: Его жизнь и филоофская деятельность. — СПб. : Изд. Ф. Павленкова. — 80 с. — (ЖЗЛ; Вып. 173). — 8100 экз.
- Литвинова Е. Ф. Н.И. Лобачевский: Его жизнь и научная деятельность. — СПб. : Изд. Ф. Павленкова. — 80 с. — (ЖЗЛ; Вып. 174). — 8000 экз.
- Паперн Г. А. Р. Декарт: Его жизнь, научная и философская деятельность. — СПб. : Изд. Ф. Павленкова. — 96 с. — (ЖЗЛ; Вып. 175). — 8100 экз.
- Паперн Г. А. Б. Спиноза: Его жизнь и философская деятельность. — СПб. : Изд. Ф. Павленкова. — 100 с. — (ЖЗЛ; Вып. 176). — 8100 экз.
- Порозовская Б. Д. А.Д. Меншиков: Его жизнь и государственная деятельность. — СПб. : Изд. Ф. Павленкова. — 96 с. — (ЖЗЛ; Вып. 177). — 8000 экз.
- Сементковский Р. И. Князь Бисмарк: Его жизнь и государственная деятельность. — СПб. : Изд. Ф. Павленкова. — 98 с. — (ЖЗЛ; Вып. 178). — 8100 экз.
- Смирнов В. Д. Аксаковы: С.Т., К.С., И.С.: Их жизнь и литературная деятельность. — СПб. : Изд. Ф. Павленкова. — 88 с. — (ЖЗЛ; Вып. 179).
- Соловьёв Е. А. Г.Т. Бокль: Его жизнь и научная деятельность. — СПб. : Изд. Ф. Павленкова. — 80 с. — (ЖЗЛ; Вып. 180). — 8100 экз.
- Соловьёв Е. А. И.А. Гончаров: Его жизнь и литературная деятельность. — СПб. : Изд. Ф. Павленкова. — 80 с. — (ЖЗЛ; Вып. 181). — 8100 экз.

### 1896 год
- Иванов И. И. Шекспир: Его жизнь и литературная деятельность. — СПб. : Изд. Ф. Павленкова. — 112 с. — (ЖЗЛ; Вып. 182). — 8100 экз.
- Классен В. Я. Ф. Лассаль: Его жизнь, научные труды и общественная деятельность. — СПб. : Изд. Ф. Павленкова. — 160 с. — (ЖЗЛ; Вып. 183). — 8100 экз.
- Кривенко С. Н. М.Е. Салтыков: Его жизнь и литературная деятельность. — 2-е. — СПб. : Изд. Ф. Павленкова. — 88 с. — (ЖЗЛ; Вып. 184). — 4100 экз.
- Орлов Е. Н. Платон: Его жизнь и философская деятельность. — СПб. : Изд. Ф. Павленкова. — 80 с. — (ЖЗЛ; Вып. 185). — 8100 экз.
- Пименова Э. К. Франциск Ассизский: Его жизнь и общественная деятельность. — СПб. : Изд. Ф. Павленкова. — 77 с. — (ЖЗЛ; Вып. 186).
- Сементковский Р. И. Денис Дидро: Его жизнь и литературная деятельность. — СПб. : Изд. Ф. Павленкова. — 88 с. — (ЖЗЛ; Вып. 187).
- Соловьёв В. С. Магомет: Его жизнь и религиозное учение. — СПб. : Изд. Ф. Павленкова. — 80 с. — (ЖЗЛ; Вып. 188).

### 1897 год
- Карягин К. М. Конфуций: Его жизнь и философская деятельность. — 2-е. — СПб. : Изд. Ф. Павленкова. — 80 с. — (ЖЗЛ; Вып. 189).
- Карягин К. М. Сакиа-Муни (Будда): Его жизнь и философская деятельность. — 2-е. — СПб. : Изд. Ф. Павленкова. — 80 с. — (ЖЗЛ; Вып. 190).
- Минский Н. М. Генрих Ибсен: Его жизнь и литературная деятельность. — СПб. : Изд. Ф. Павленкова. — 96 с. — (ЖЗЛ; Вып. 191).
- Орлов Е. Н. Сократ: Его жизнь и философская деятельность. — СПб. : Изд. Ф. Павленкова. — 80 с. — (ЖЗЛ; Вып. 192). — 8100 экз.
- Предтеченский Е. А. Галилей: Его жизнь и научная деятельность. — 2-е. — СПб. : Изд. Ф. Павленкова. — 78 с. — (ЖЗЛ; Вып. 193).
- Скабичевский А. М. А.С. Пушкин: Его жизнь и литературная деятельность. — 2-е. — СПб. : Изд. Ф. Павленкова. — 80 с. — (ЖЗЛ; Вып. 194).
- Соловьёв Е. А. Л.Н. Толстой: Его жизнь и литературная деятельность. — 2-е. — СПб. : Изд. Ф. Павленкова. — 160 с. — (ЖЗЛ; Вып. 195).
- Энгельгардт М. А. Л. Пастер: Его жизнь и научная деятельность. — СПб. : Изд. Ф. Павленкова. — 96 с. — (ЖЗЛ; Вып. 196).

### 1898 год
- Иванов И. М. Пётр Великий: Его жизнь и государственная деятельность. — СПб. : Изд. Ф. Павленкова. — 96 с. — (ЖЗЛ; Вып. 197). — 8100 экз.
- Орлов Е. Н. Демосфен и Цицерон: Их жизнь и деятельность. — СПб. : Изд. Ф. Павленкова. — 88 с. — (ЖЗЛ; Вып. 198). — 8000 экз.
- Орлов Е. Н. Александр Македонский и Юлий Цезарь: Их жизнь и военная деятельность. — СПб. : Изд. Ф. Павленкова. — 96 с. — (ЖЗЛ; Вып. 199).
- Порозовская Б. Д. Мартин Лютер: Его жизнь и реформаторская деятельность. — СПб. : Изд. Ф. Павленкова. — 112 с. — (ЖЗЛ; Вып. 200). — 8100 экз.
- Соловьёв Е. А. (Смирнов В. Д.) А.И. Герцен: Его жизнь и литературная деятельность. — СПб. : Изд. Ф. Павленкова. — 160 с. — (ЖЗЛ; Вып. 201). — 8100 экз.
- Соловьёв Е. А. Ф.М. Достоевский: Его жизнь и литературная деятельность. — 2-е. — СПб. : Изд. Ф. Павленкова. — 96 с. — (ЖЗЛ; Вып. 202).
- Чепинский В. Джордж Вашингтон: Его жизнь, военная и общественная деятельность (1732-1799). — СПб. : Изд. Ф. Павленкова. — 96 с. — (ЖЗЛ; Вып. 203). — 8000 экз.

### 1899 год
- Классен В. Я. Ф. Лассаль: Его жизнь, научные труды и общественная деятельность. — 2-е. — СПб. : Изд. Ф. Павленкова. — 160 с. — (ЖЗЛ; Вып. 204).
- Малис Ю. Г. Р. Вирхов: Его жизнь и научно-общественная деятельность. — СПб. : Изд. Ф. Павленкова. — 80 с. — (ЖЗЛ; Вып. 205). — 8000 экз.
- Песковский М. Л. А. В. Суворов: Его жизнь и военная деятельность. — СПб. : Изд. Ф. Павленкова. — 80 с. — (ЖЗЛ; Вып. 206). — 8100 экз.
- Порозовская Б. Д. Иоганн Кальвин: Его жизнь и реформаторская деятельность. — 2-е. — СПб. : Изд. Ф. Павленкова. — 104 с. — (ЖЗЛ; Вып. 207).
- Скабичевский А. М. А.С. Пушкин: Его жизнь и литературная деятельность. — 3-е. — СПб. : Изд. Ф. Павленкова. — 80 с. — (ЖЗЛ; Вып. 208).
- Соловьёв Е. А. Д.И. Писарев: Его жизнь и литературная деятельность. — 3-е. — СПб. : Изд. Ф. Павленкова. — 160 с. — (ЖЗЛ; Вып. 209).

### 1900 год
- Иванов И. И. А. Н. Островский: Его жизнь и литературная деятельность. — СПб. : Изд. Ф. Павленкова. — 100 с. — (ЖЗЛ; Вып. 210). — 8100 экз.
- Трачевский А. С. Наполеон I: Его жизнь и государственная деятельность. — СПб. : Изд. Ф. Павленкова. — 112 с. — (ЖЗЛ; Вып. 211).
- Энгельгардт М. А. А. Гумбольдт: Его жизнь, путешествия и научная деятельность. — 2-е. — СПб. : Изд. Ф. Павленкова. — 80 с. — (ЖЗЛ; Вып. 212).
- Каменский А. В. Эдисон и Морзе: Их жизнь и научно-практическая деятельность. Два биографических очерка. 2-е. 1900. — 80 с. — 8100 экз.

### 1901 год
- Брилиант С. М. И. А. Крылов: Его жизнь и литературная деятельность. — 2-е. — СПб. : Изд. Ф. Павленкова. — 88 с. — (ЖЗЛ; Вып. 213).
- Скабичевский А. М. Н. А. Добролюбов: Его жизнь и литературная деятельность. — 2-е. — СПб. : Изд. Ф. Павленкова. — 96 с. — (ЖЗЛ; Вып. 214).

### 1902 год
- Быков А. А. Патриарх Никон. — 2-е. — СПб. : Изд. Ф. Павленкова. — 96 с. — (ЖЗЛ; Вып. 215).
- Ватсон М. В. Данте: Его жизнь и литературная деятельность. — 2-е. — СПб. : Изд. Ф. Павленкова. — 96 с. — (ЖЗЛ; Вып. 216).
- Давыдова М. А. В. Моцарт: Его жизнь и музыкальная деятельность. — 2-е. — СПб. : Изд. Ф. Павленкова. — 72, 14 с. — (ЖЗЛ; Вып. 217).
- Соловьёв В. С. Магомет: Его жизнь и религиозное учение. — 2-е. — СПб. : Изд. Ф. Павленкова. — 80 с. — (ЖЗЛ; Вып. 218).
- Соловьёв Е. А. Л.Н. Толстой: Его жизнь и литературная деятельность. — 3-е. — СПб. : Изд. Ф. Павленкова. — 160 с. — (ЖЗЛ; Вып. 219).
- Филиппов М. М. Ян Гус: Его жизнь и реформаторская деятельность. — 2-е. — СПб. : Изд. Ф. Павленкова. — 72 с. — (ЖЗЛ; Вып. 220).
- Холодковский Н. А. Вольфганг Гёте: Его жизнь и литературная деятельность. — 2-е. — СПб. : Изд. Ф. Павленкова. — 96 с. — (ЖЗЛ; Вып. 221).

### 1903 год
- Анненская А. Н. Н. В. Гоголь: Его жизнь и литературная деятельность. — 3-е. — СПб. : Изд. Ф. Павленкова. — 80 с. — (ЖЗЛ; Вып. 222).
- Вейнберг П. И. Генрих Гейне: Его жизнь и литературная деятельность. — 2-е. — СПб. : Изд. Ф. Павленкова. — 112 с. — (ЖЗЛ; Вып. 223).

### 1904 год
- Александров Н. Н. Лорд Байрон: Его жизнь и литературная деятельность. — 2-е. — СПб. : Изд. Ф. Павленкова. — 96 с. — (ЖЗЛ; Вып. 224).
- Карягин К. М. Сакиа-Муни (Будда): Его жизнь и философская деятельность. — 3-е. — СПб. : Изд. Ф. Павленкова. — 80 с. — (ЖЗЛ; Вып. 225).
- Протопопов М. А. В. Г. Белинский: Его жизнь и литературная деятельность.—3-е. 1904. — 78 с.

### 1905 год
- Инсаров Х. Г. Князь Меттерних: Его жизнь и политическая деятельность. — СПб. : Изд. Ф. Павленкова. — 112 с. — (ЖЗЛ; Вып. 227).
- Скабичевский А. М. М. Ю. Лермонтов: Его жизнь и литературная деятельность. — 2-е. — СПб. : Изд. Ф. Павленкова. — 100 с. — (ЖЗЛ; Вып. 228).
- Соловьёв Е. А. (Смирнов В. Д.) А. И. Герцен: Его жизнь и литературная деятельность. — 2-е. — СПб. : Изд. Ф. Павленкова. — 160 с. — (ЖЗЛ; Вып. 229).

### 1906 год
- Мякотин В. А. Протопоп Аввакум: Его жизнь и деятельность. — 2-е. — СПб. : Изд. Ф. Павленкова. — 160 с. — (ЖЗЛ; Вып. 230).

### 1907 год
- Мельшин Л. (Якубович П. Ф.) Н. А. Некрасов: Его жизнь и литературная деятельность: Критико-биографический очерк. — СПб. : Изд. Ф. Павленкова. — 96 с. — (ЖЗЛ; Вып. 231).

### 1909 год
- Скабичевский А. М. А.С. Пушкин: Его жизнь и литературная деятельность. — 4-е. — СПб. : Изд. Ф. Павленкова. — 80 с. — (ЖЗЛ; Вып. 232).

### 1910 год
- Анненская А. Н. Н. В. Гоголь: Его жизнь и литературная деятельность. — 4-е. — СПб. : Изд. Ф. Павленкова. — 80 с. — (ЖЗЛ; Вып. 233).
- Соловьёв Е. А. И. С. Тургенев: Его жизнь и литературная деятельность. — 2-е. 1910. — 96 с.

### 1912 год
- Львович-Кострица А. И. М. В. Ломоносов: Его жизнь, научная, литературная и общественная деятельность. — 2-е. — СПб. : Изд. Ф. Павленкова. — 88 с. — (ЖЗЛ; Вып. 234).
- Скабичевский А. М. М. Ю. Лермонтов: Его жизнь и литературная деятельность. — 3-е. — СПб. : Изд. Ф. Павленкова. — 100 с. — (ЖЗЛ; Вып. 235).
- Соловьёв Е. А. Ф. М. Достоевский: Его жизнь и литературная деятельность. — 3-е. — СПб. : Изд. Ф. Павленкова. — 96 с. — (ЖЗЛ; Вып. 236).

### 1913 год
- Мякотин В. А. Протопоп Аввакум: Его жизнь и деятельность. — 3-е. — СПб. : Изд. Ф. Павленкова. — 160 с. — (ЖЗЛ; Вып. 237).

### 1914 год
- Анненская А. Н. Н. В. Гоголь: Его жизнь и литературная деятельность. — 5-е. — СПб. : Изд. Ф. Павленкова. — 80 с. — (ЖЗЛ; Вып. 238).
- Кривенко С. Н. М. Е. Салтыков: Его жизнь и литературная деятельность. — 3-е. — СПб. : Изд. Ф. Павленкова. — 88 с. — (ЖЗЛ; Вып. 239).
- Скабичевский А. М. А. С. Пушкин: Его жизнь и литературная деятельность. — 5-е. 1914. — 80 с.

### 1915 год
- Соловьёв Е. А. И. С. Тургенев: Его жизнь и литературная деятельность. — 3-е. — СПб. : Изд. Ф. Павленкова. — 96 с. — (ЖЗЛ; Вып. 240).

### 1917 год
- Мякотин В. А. Протопоп Аввакум: Его жизнь и деятельность. — 4-е. — СПб. : Изд. Ф. Павленкова. — 144 с. — (ЖЗЛ; Вып. 241).

### 1922 год
- Соловьёв Е. А. И. С. Тургенев: Его жизнь и литературная деятельность. — 4-е. — СПб. : Изд. Ф. Павленкова. — 96 с. — (ЖЗЛ; Вып. 242).
- Соловьёв Е. А. Ф. М. Достоевский: Его жизнь и литературная деятельность. — 4-е. — СПб. : Изд. Ф. Павленкова. — 96 с. — (ЖЗЛ; Вып. 243).

- Мельшин Л. (Якубович П. Ф.) Н. А. Некрасов: Его жизнь и литературная деятельность: Критико-биографический очерк. 1922. — 96 с.

### 1924 год
- Скабичевский А. М. А.С. Пушкин: Его жизнь и литературная деятельность. — 5-е. — СПб. : Изд. Ф. Павленкова. — 80 с. — (ЖЗЛ; Вып. 232).